# De historia plantarum
La Història de les plantes (més coneguda pel seu títol llatí De historia plantarum) és una de les obres més importants escrites per Teofrast (371-286 aC) respecte a les plantes essent una veritable enciclopèdia botànica i una de les contribucions més destacades de la Botànica a l'Antiguitat i el període medieval. Aquesta obra va servir de referència per la botànica durant segles, i va tenir un posterior desenvolupament cap a l'any 1200 per Giovanni Bodeo da Stapelio, qui afegí comentaris i dibuixos.
En aquesta obra Teofrast classifica 480 plantes, desenvolupa la terminologia científica per descriure estructures biològiques, distingeix entre òrgans interns i teixits externs de les plantes, i dona la primera explicació clara de la reproducció sexual de les plantes, incloent com es pol·linitza a mà la palmera datilera.
En el sistema de Teofrast les plantes es classifiquen d'acord amb la seva manera de reproducció, la seva distribució, l'hàbit de creixement i les seves aplicacions pràctiques (alimentàries, medicinals, etc.).

## Estructura

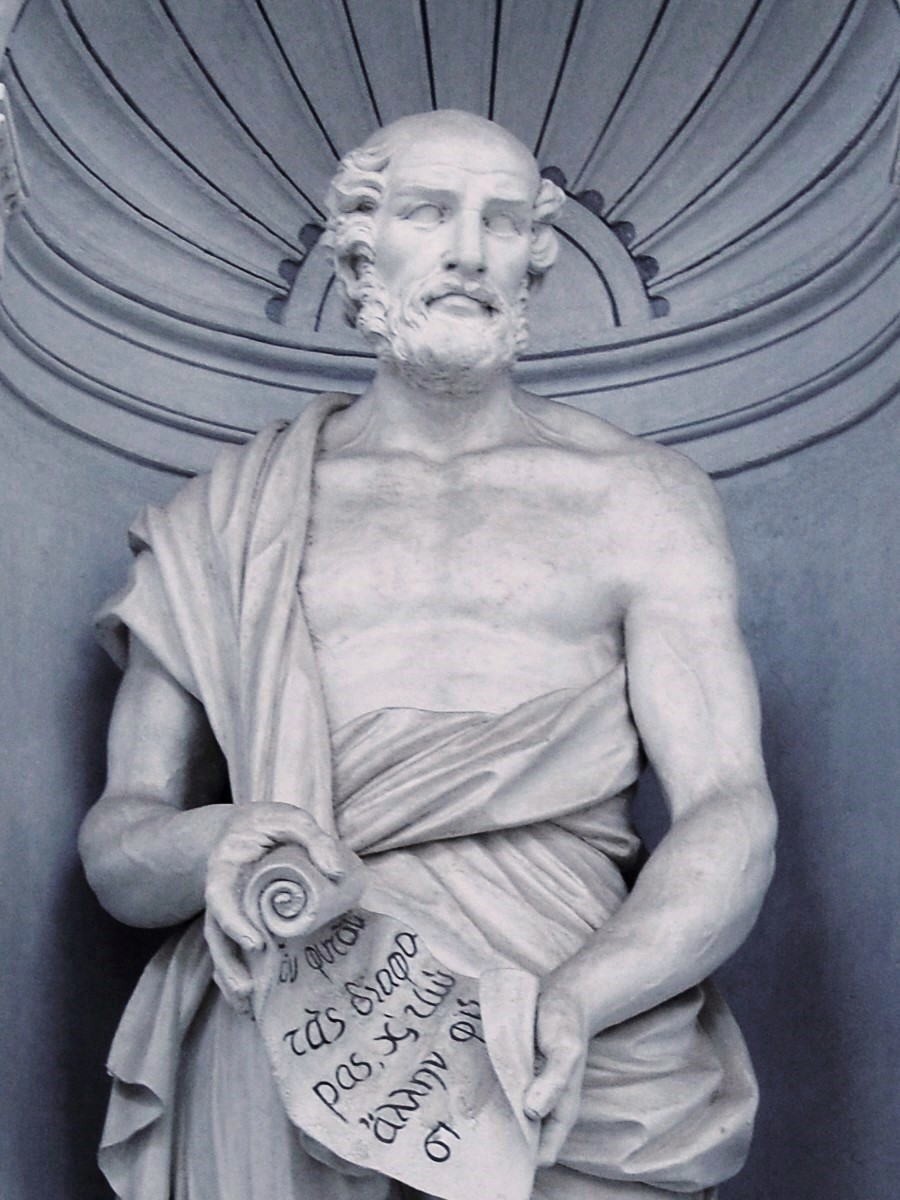
Estàtua de Teofrast, al Jardí Botànic de Palerm.

L'obra està formada per 17 monografies de moltes de les plantes encara es conserven els noms Crataegus, Daucus, Asparagus, Narcissus.
Està distribuïda en 9 llibres:
- Llibre primer: parts de les plantes
- Llibre segon: reproducció i moment i forma de sembrar les plantes
- Llibre tercer, quart i cinquè: sobre lels arbres, menes, distribució i aplicacions.
- Llibre sisè: arbusts i plantes espinoses.
- Llibre setè: plantes herbàcies
- Llibre vuitè: cereals
- Llibre novè:plantes que fan sucs útils, com goma i resines i substàncies medicinals.[1]